# Klaus Graf
Klaus Graf (ur. 21 lipca 1969 roku w Dornhan) – niemiecki kierowca wyścigowy.

## Kariera
Graf rozpoczął karierę w międzynarodowych wyścigach samochodowych w 1991 roku od startów w Niemieckiej Formule Ford 1600, gdzie jednak nie zdobywał punktów. W późniejszych latach Niemiec pojawiał się także w stawce Festiwalu Formuły Ford, Europejskiego Pucharu Formuły Ford, Niemieckiej Formuły Ford 1800, Niemieckiej Formuły 3, Grand Prix Monako Formuły 3, Brytyjskiej Formuły 3, Niemieckiego Pucharu Porsche Carrera, International Sports Racing Series, American Le Mans Series, Sports Racing World Cup, 24-godzinnego wyścigu Le Mans, European Le Mans Series, Porsche Supercup, NASCAR Nextel Cup, Trans-Am Road Racing Series, Le Mans Series, Intercontinental Le Mans Cup, Blancpain Endurance Series, 24h Nürburgring oraz United Sports Car Championship.

## Wyniki w 24h Le Mans
| Rok  | Zespół                               | Partnerzy                 | Samochód                    | Klasa  | Okr. | Poz. | Klasa Pos. |
| ---- | ------------------------------------ | ------------------------- | --------------------------- | ------ | ---- | ---- | ---------- |
| 2000 | Team Den Blå Avis                    | John Nielsen Mauro Baldi  | Panoz LMP-1 Roadster-S-Élan | LMP900 | 205  | NU   | NU         |
| 2001 | Panoz Motorsports                    | Jamie Davies Gary Formato | Panoz LMP07-Élan            | LMP900 | 86   | NU   | NU         |
| 2008 | Charouz Racing System Team Cytosport | Greg Pickett Jan Lammers  | Lola B07/17-Judd            | LMP1   | 146  | NU   | NU         |